# Giordano Turrini
Giordano Turrini (* 28. März 1942 in Anzola dell’Emilia) ist ein ehemaliger italienischer Bahnradsportler.
Giordano Turrini war als Amateur der in Italien beherrschende Spezialist für die Kurzzeitdisziplinen auf der Bahn in den 1960er und 1970er Jahren, neben Ezio Cardi. 13-mal holte er nationale Titel im Tandemrennen und im Sprint. Ebenfalls 13-mal startete er bei UCI-Bahn-Weltmeisterschaften; 1968 wurde er in Montevideo Weltmeister im Tandemrennen, gemeinsam mit Walter Gorini. Schon 1965 war er Vize-Weltmeister im Sprint der Amateure geworden und 1966 mit Gorini Dritter im Tandemrennen. Bei den Olympischen Spielen 1968 in Mexiko errang er die Silbermedaille im Sprint. Mit Luigi Roncaglia als Partner gewann er 1966 das Sechstagerennen für Amateure in Mailand. Der Grand Prix Mailand gewann er 1964 und 1965.
Im Jahr darauf wurde Turrini Profi und stand anschließend noch mehrfach bei Bahn-Weltmeisterschaften auf dem Podium. Zwölfmal startete er auch bei Sechstagerennen; 1970 belegte er in Launceston den dritten Platz gemeinsam mit Charly Walsh. 1980 beendete Giordano Turrini seine aktive Radsport-Karriere.

## Berufliches
Vor seiner Zeit als Berufsfahrer arbeitete Turrini in einem Werk des Alfa-Romeo-Konzerns in Mailand als Monteur.